# Ciudad General Belgrano
Ciudad General Belgrano är en ort i Argentina.   Den ligger i provinsen Buenos Aires, i den centrala delen av landet, 19 km sydväst om huvudstaden Buenos Aires. Ciudad General Belgrano ligger 23 meter över havet och antalet invånare är 68 650.
Terrängen runt Ciudad General Belgrano är mycket platt. Runt Ciudad General Belgrano är det mycket tätbefolkat, med 6 959 invånare per kvadratkilometer.. Närmaste större samhälle är Buenos Aires, 18,5 km nordost om Ciudad General Belgrano.
Runt Ciudad General Belgrano är det i huvudsak tätbebyggt.